# 伦纳特·克林斯特伦
伦纳特·克林斯特伦（瑞典語：Lennart Klingström，1916年4月18日—1994年7月5日），瑞典男子皮划艇运动员。他曾代表瑞典参加1948年夏季奥林匹克运动会皮划艇比赛，获得男子双人皮艇1000米金牌。